# エキスポ大通り
エキスポ大通り（えきすぽおおどおり）は、茨城県つくば市の松代交差点から下河原崎交差点を結ぶ都市計画道路の愛称で、土浦学園線の延長上にある道路である。松代交差点から大境交差点までは茨城県道19号取手つくば線、松代交差点から下河原崎交差点までの全線は茨城県道123号土浦坂東線の指定を受けている。下河原崎交差点から先も道路は延びているが、愛称は命名されていない。道路を西へ進むと対面通行になり、国道294号へ接続する。

## 概要

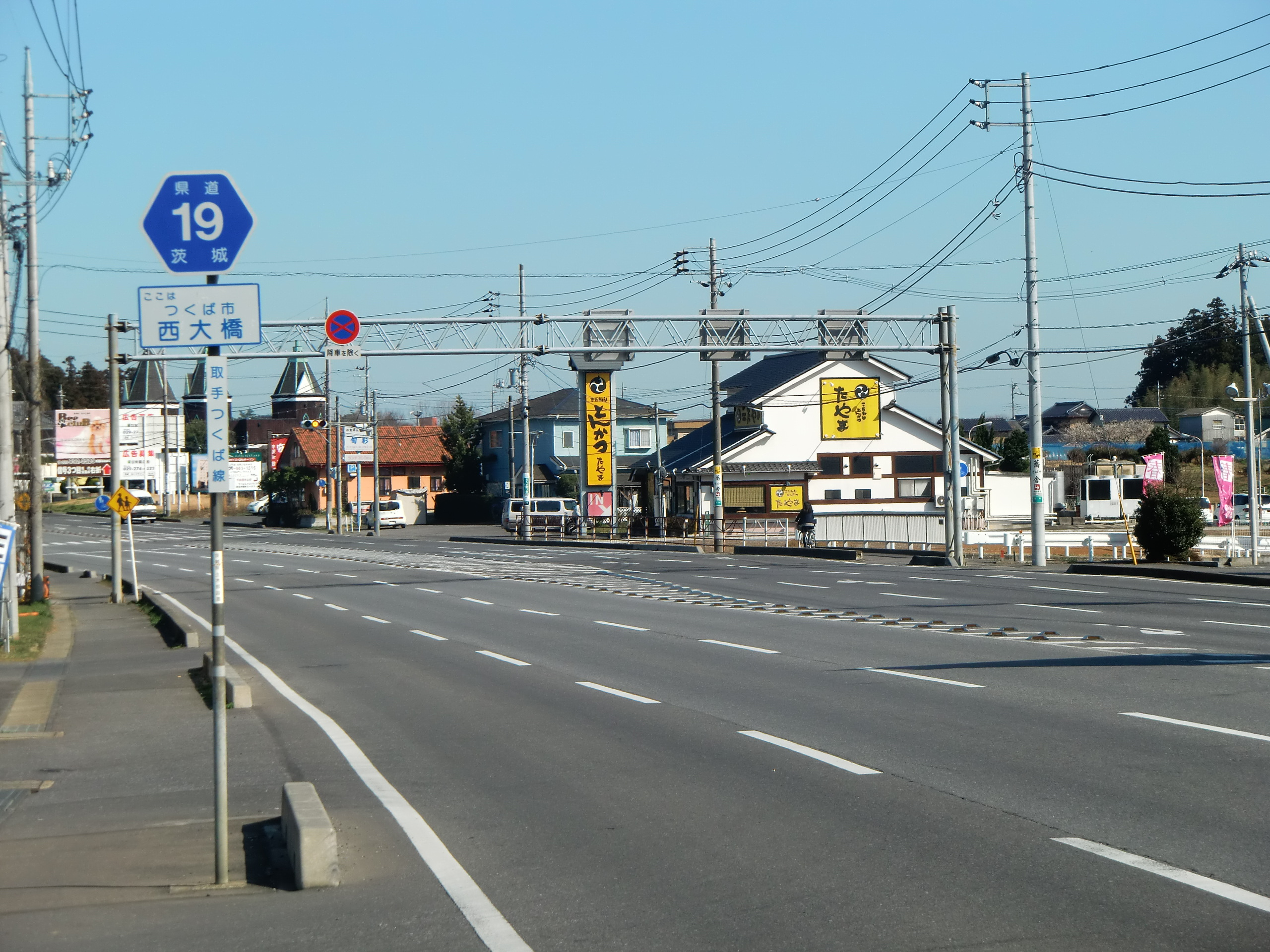
県道19号区間（つくば市西大橋）

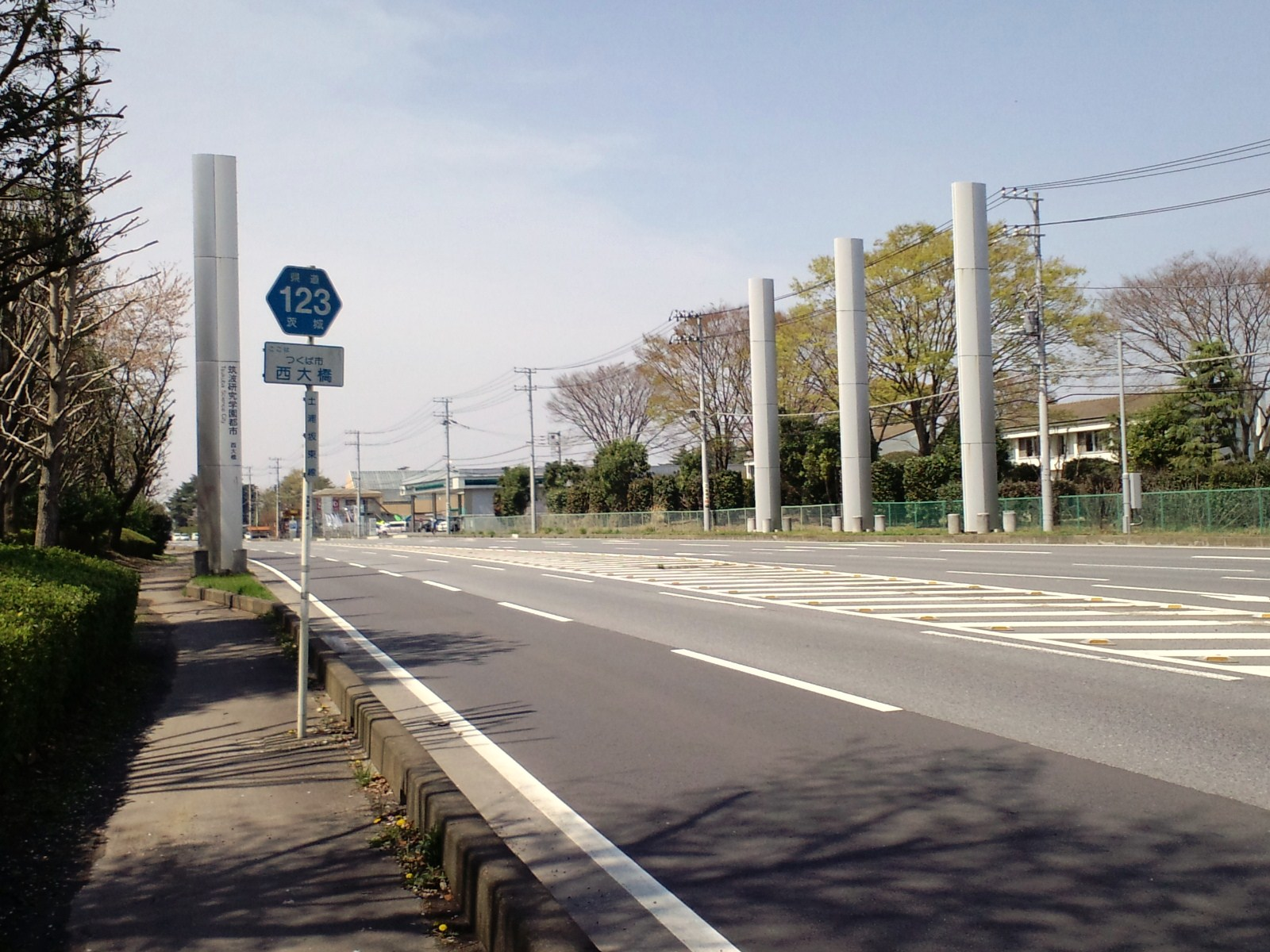
県道123号区間（つくば市西大橋）

都市計画道路の正式名は「研究学園都市計画道路 3・3・13号 松代河原崎線」。
1985年（昭和60年）、国際科学技術博覧会（科学万博-つくば'85）の開催にあわせて開通した、つくば市松代一丁目 - 西大橋 - 西岡 - 面野井 - 島名 - 鬼ケ窪 - 上河原崎 - 上河原崎下河原崎入会地のつくば市内各町・字を結ぶ道路である。当時は万博会場の北ゲートと接続しており、開催中は会場連絡バスの輸送道路として使用された。道路の規格は4-6車線であるが、新道路の開通等により道路の区画車線が独特な引き方をしている。常磐自動車道の谷田部インターチェンジや首都圏中央連絡自動車道のつくば中央インターチェンジへのアクセスの良さから、沿道に運送業や倉庫業など多いのが特徴である。

### 路線データ
- 路線延長：5.44km
- 幅員：25m
- 車線数：4 - 6車線

## 年表
- 1981年（昭和56年）
  - 6月15日：都市計画決定[3]。
  - 11月24日
    - 筑波郡谷田部町大字柳橋（柳橋交差点） - 同町松代一丁目（松代交差点）間の道路建設工事区間が、県道取手筑波線に指定される[1]。
    - 筑波郡谷田部町松代一丁目（松代交差点） - 同町大字上河原崎のエキスポ大通りの道路建設工事区間全線が、県道土浦岩井線に指定される[2]。
- 1982年（昭和57年）10月14日：都市計画変更[4]。

## エキスポ大通りと科学万博
名の由来は、国際科学技術博覧会の英語表記の略称（Tsukuba Expo '85）からきており、茨城県知事の竹内藤男（当時）は、各方面からマイカー利用の来場観客への対応として「会場周辺の道路はわかりやすいように、サイエンス大通り、エキスポ大通りという愛称名をつけたほか、駐車場への案内板を50本設置した」と茨城新聞社とのインタビューで語っている。
万博開催期間中は、道路中央線側にバス専用通行帯（レーン）が設けられ、国鉄常磐線臨時駅の万博中央駅（牛久町）と連絡するシャトルバスの運行ルートに使用されたほか、開催関係車両以外の一般車は、エキスポ大通りの一部区間で通行禁止になるなどの厳しい交通規制が敷かれた。また、エキスポ大通りの交差点は、つくば市西大橋の西岡交差点の名称が「北ゲート前」、同市面野井の交差点名称が「西駐車場前」と案内され、西駐車場前交差点周辺にマイカー利用者向けの場外駐車場が設けられていた。

## 主な接続道路
- 国道408号（土浦学園線）（牛久学園通り） - 松代交差点
- 茨城県道19号取手つくば線（サイエンス大通り） - 大境交差点
- 茨城県道・栃木県道45号つくば真岡線 - 下河原崎交差点